# شیوه تولید آسیایی
شیوهٔ تولید آسیایی (به انگلیسی: Asiatic mode of production) از نظریه‌های کارل مارکس است. با آن که تاریخ جوامع انسانی از جهت ماهیت قوانین اقتصادی- اجتماعی خود از مراحل معینی (مانند زندگی ابتدایی اولیه و نظام دودمانی، شیوه‌ی تولیدی باستانی و بردگی، نظام فئودالی و نظام سرمایه‌داری) می‌گذرد اشکال بروز این نظام‌ها یا فراماسونری در تاریخ، تندی و کندی تحول آن‌ها در آمیختگی اشکال کهن با اشکال نوین، ویژگی این اشکال به اندازه‌ای متنوع و رنگارنگ است که نباید تنها به تحمیل مصنوعی یک مشت مقولات منطقی بر تاریخ بسنده کرد.

## مارکس و شیوه تولید آسیایی
از نظر مارکس «شیوه تولید آسیایی» نشانگر ساختار اقتصادی جامعه‌ای عمدتاً کشاورزی است که از ترکیب مالکیت ارضی و حاکمیت سیاسی در کالبد یک حکومت متمرکز به وجود می‌آید. دولت آسیایی به خاطر سمتِ دوگانهٔ خود در مقام مالک - حاکم، مازاد اقتصادی تولیدکنندگان مستقیم را به صورت مالیات - بهرهٔ مالکانه تصاحب می‌کند. از این رو، روابط تصرف (استثمار) مستلزم روابط طبقاتی نیست، بلکه ناشی از اعمال فشار سیاسی محض از جانب دولت است؛ امری که در کل مبنای این شیوهٔ تولیداست. دولت آسیایی باز تولید اقتصاد را تأمین و تضمین می‌کند و در عین حال اساساً مستقل از روابط اقتصادی باقی می‌ماند. فقدان نهاد مالکیت خصوصی بر زمین و طبقهٔ مالک مستقل از دولت، ویژگی‌های معرف این مفهوم و تفسیرهای گوناگون آن در نظریهٔ مارکسیستی است.
مارکس در یک سلسله آثار خود شیوه تولید آسیایی و جامعه کهن آسیایی را مورد تحلیل قرار می‌دهد و از آن جمله می‌نویسد:
«شرایط اقلیمی، وضع زمین، فضای عظیم، بیابانی که از صحرای آفریقا از طریق عربستان و ایران و هندوستان و تاتارستان، تا ارتفاعات فلات آسیا ممتد است سیستم آبیاری مصنوعی را به کمک ترعه‌ها و تأسیسات آبیاری، پایه زراعت شرقی کرده‌است.» و «ضرورت بدیهی استفاده صرفه جویانه از آب… در شرق ناگزیر مداخله قدرت متمرکز دولت را می‌طلبد. منشأ آن وظیفه اقتصادی یعنی به ویژه وظیفه سازمان دادن امور عمومی که دولت‌های آسیایی مجبور بودند اجراء کنند، از همین جاست» و می‌توان در بین کشورهای شرقی دولت‌های ایران باستان را مؤثرترین کشور و دولتی دانست که امور عمومی و سیستم آبیاری را سامان داد.

## استبداد شرقی
مارکس از همین منشأ استبداد شرقی یا «دیسپوتیسم (Despotism)» را توضیح می‌دهد. فریدریش انگلس بر اساس همین تکامل قدرت دولتی است که دولت ساسانیان را «سلطنت منتظم ایرانی ساسانیان» می‌نامد.
لذا به جای جستجوی اشکال یونانی-رومی بردگی در ایران، به جای یافتن اشکال فرانسوی-آلمانی فئودالیسم در ایران به جای جستجوی شکل انگلیسی - هلندی رشد سرمایه‌داری در کشور ما، باید به دنبال یافتن آن اشکالی رفت که در این کشور پدید شده و با آن که از جهت سرشت خود، پدیده‌های جوامع دیگر بشری را تکرار می‌کند از بسیاری جهات شکل بروز خود، یگانه و ویژه است.